# Schrankia tamsi
Schrankia tamsi är en fjärilsart som beskrevs av Holloway 1977. Schrankia tamsi ingår i släktet Schrankia och familjen nattflyn. Inga underarter finns listade.